# Ісус (фільм, 1999)
Ісус. Бог і Людина (англ. Jesus) — двосерійний телефільм про життя Ісуса Христа. Він знятий у рамках циклу фільмів  «Біблійна колекція», присвячених екранізації біблійних історій. Створений за співпраці телекомпаній декількох країн (Італія, Німеччина, США, Франція, Іспанія, Чехія, Нідерланди, Велика Британія).

## Сюжет
Сюжет фільму поєднує історію чотирьох Євангелій з додаванням позабіблійних елементів, таких як сни і видіння Ісуса про майбутнє, про викривлення привнесені в його вчення людьми, сцени його відносин з Марією з Віфанії; додано постать римського історика, на ім'я Лівіо. У фільмі, на відміну від біблійного викладення, римський префект Понтій Пілат постає як головний ініціатор розп'яття Ісуса Христа, який шляхом інтриг робить до нього причетним і юдеїв.
Фільм виділяється тим, що робить більший наголос на людській стороні особистости Ісуса Христа ніж на божественній. Ісус сміється і плаче як будь-яка інша людина, танцює на весіллі в Кані Галілейській, бризкає на учнів водою з криниці, вагається у своєму призначенні перед початком служіння. Водночас збережено суворість випробувань в пустелі і в Гетсиманському саду, чудесність зцілень і біль розп'яття на Голгофі.

## В ролях
| Актор              | Роль            |
| ------------------ | --------------- |
| Джеремі Сісто      | Ісус Христос    |
| Жаклін Біссет      | Марія           |
| Армін Мюллер-Шталь | Йосип           |
| Дебра Мессінг      | Марія Магдалина |
| Девід О'Гара       | Іван Хреститель |
| Джордж Бейлі       | Лівіо           |
| Стефанія Рокка     | Марія з Віфанії |
| Лука Дзінгаретті   | Петро (апостол) |
| Єн Данкан          | Іван (апостол)  |
| Елена Софія Річчі  | Іродіада        |
| Єрун Краббе        | сатана          |
| Ґері Олдмен        | Понтій Пілат    |
| Шон Гарріс         | Фома (апостол)  |

## Нагороди
Фільм мав декілька номінацій
| Рік  | Премія                                                                             | Номінація                                                                | Результат |
| ---- | ---------------------------------------------------------------------------------- | ------------------------------------------------------------------------ | --------- |
| 2000 | Еммі                                                                               | Найкращий мінісеріал                                                     | Номінація |
| 2000 | Еммі                                                                               | Найкращий грим в мінісеріалі, телефільмі або спеціальній програмі        | Номінація |
| 2000 | Online Film & Television Association [Архівовано 9 жовтня 2016 у Wayback Machine.] | Найкраща акторка другого плану в фільмі або мінісеріалі                  | Номінація |
| 2000 | Online Film & Television Association                                               | Найкраща музика в фільмі або мінісеріалі                                 | Номінація |
| 2000 | Online Film & Television Association                                               | Найкраще освітлення в фільмі або мінісеріалі                             | Номінація |
| 2000 | Премія Асоціації телевізійних критиків                                             | Видатні досягнення в телефільмах, міні-серіалах чи спеціальних програмах | Номінація |
| 2001 | Humanitas Prize [Архівовано 15 грудня 2019 у Wayback Machine.]                     | Телепрограмма тривалістю понад 90 хв. на кабельному телебаченні          | Номінація |

## Цікаві факти
Місце зйомок — Марокко і Мальта.

Слоган фільму - «Найвеличніша історія всіх часів, розказана як ніколи раніше»